# 日野阿子
日野阿子（?—?），室町幕府第11代将軍足利義澄正室。日野永俊（僧永俊）之女。
日野阿子的姑母是室町幕府第8代将軍足利义政的正室日野富子。明应10年（1494年），足利義澄继位为将军，日野富子主持了足利義澄和日野阿子婚礼。永正8年三月初五日（1511年4月2日），生子龟王丸，即第12代将軍足利義晴。足利義澄的另一子足利義維是武衛娘（斯波义宽之女、一说是六角高赖之女）所生，虽然足利義維出生于1509年，但足利義晴作为长子，足利義維作为次子。但是一说永正2年（1505年）義澄和她事实上離缘，出家院号安養院，義晴生母是御末（杂仕女）阿与，或说義晴是继室六角氏所出。